# 다니엘 알프레드손 (영화 감독)
한스 다니엘 비에른 알프레드손(스웨덴어: Hans Daniel Björn Alfredson, 1959년 5월 23일 ~ )은 스웨덴의 영화 감독이다. 밀레니엄 시리즈 영화판의 2-3편 감독으로 알려져 있으며, 2015년에는 《미스터 하이네켄》을 연출했다. 《렛 미 인》(2008), 《팅커 테일러 솔저 스파이》(2011)로 유명한 토마스 알프레드손의 형이다.

## 연출작 목록
| 연도 | 제목                  | 원제                        | 비고 |
| ---- | --------------------- | --------------------------- | ---- |
| 1993 | 로세안나              | Roseanna                    |      |
| 1993 | 발코니 위의 남자      | Mannen på balkongen         |      |
| 1997 | 틱택                  | Tic Tac                     |      |
| 2008 | 늑대                  | Wolf                        |      |
| 2009 | 불을 가지고 노는 소녀 | Flickan som lekte med elden |      |
| 2009 | 벌집을 발로 찬 소녀   | Luftslottet som sprängdes   |      |
| 2015 | 미스터 하이네켄       | Kidnapping Freddy Heineken  |      |
| 2015 | 나와 갑시다           | Go with Me                  |      |